# The Magic of Oz
The Magic of Oz: A Faithful Record of the Remarkable Adventures of Dorothy and Trot and the Wizard of Oz, Together with the Cowardly Lion, the Hungry Tiger, and Cap'n Bill, in Their Successful Search for a Magical and Beautiful Birthday Present for Princess Ozma of Oz é o décimo-terceiro livro sobre a Terra de Oz escrito por L. Frank Baum. Publicado em 7 de junho de 1919, um mês após a morte do autor, The Magic of Oz relata a tentativa fracassada do garoto Munchkin Kiki Aru e do ex-Nome King Ruggedo, de reconquistar Oz.
O romance foi dedicado "às crianças de nossos soldados, os americanos e seus aliados, com desmedido orgulho e afeto."